# Alternsgerechte Arbeit
Altersgerecht (oder altersdifferenziert) sind Arbeitsverhältnisse dann, wenn sie den Bedürfnissen älterer Beschäftigter dienen. Alternsgerecht heißt dagegen, Arbeitsbedingungen über die ganze Erwerbsbiografie eines Arbeitnehmers so zu gestalten, dass dieser möglichst gesund und motiviert die Rente erreicht, d. h. alles zu tun, „was Junge schützt und Alten nützt“.

## Demografischer Hintergrund

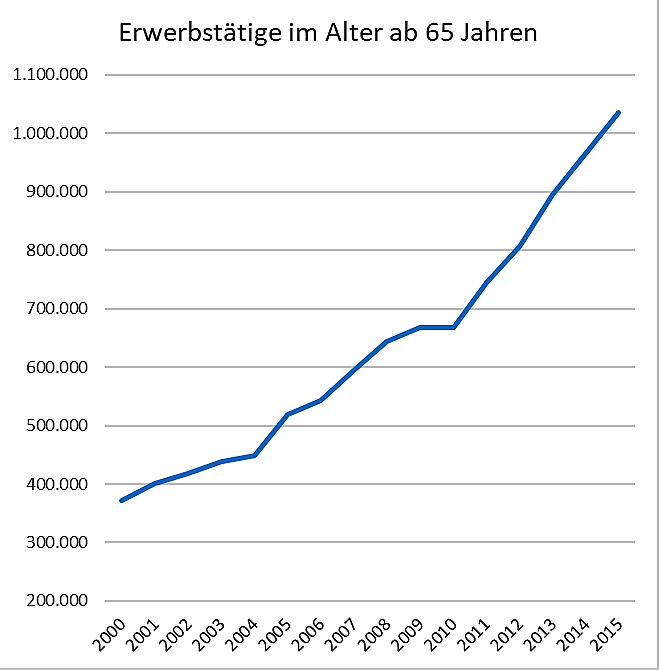
Zahl der Erwerbstätigen im Alter ab 65 Jahren. Bis 2004 Ergebnisse für eine Berichtswoche im Frühjahr; ab 2005 Jahresdurchschnittsergebnisse, sowie geänderte Erhebungs- und Hochrechnungsverfahren.

Der demografische Wandel verändert den Altersaufbau der Bevölkerung in Deutschland und in den meisten Ländern der Europäischen Union. Die Zahl der Menschen in Deutschland nimmt tendenziell ab, obwohl die Lebenserwartung der in Deutschland Lebenden zunimmt. Diese Entwicklung ist auch auf dem Arbeitsmarkt zu spüren. Bereits 2012 wurden in vielen Bereichen Auszubildende und Fachkräfte dringend gesucht. Bis zum Jahr 2030 wird die Zahl der 20- bis 64-Jährigen voraussichtlich insgesamt um mehr als sechs Millionen zurückgehen. Gleichzeitig wird vermutlich die Altersgruppe der über 64-Jährigen um 5,5 Millionen Personen anwachsen.
Der Einfluss des Geburtenrückgangs auf das Arbeitsangebot konnte bislang weitgehend durch eine steigende Erwerbsbeteiligung ausgeglichen werden, vor allem bei Frauen und bei Älteren. Künftig wird dieser Ausgleich jedoch nicht mehr im gleichen Umfang stattfinden können, da größere Potenziale bereits gehoben sind. Es zeichnen sich größer werdende Engpässe in einzelnen Berufen und Regionen bei der Gewinnung von Fachkräften ab.
Den Lebensunterhalt der Nicht-Erwerbstätigen werden künftig weniger und durchschnittlich ältere Erwerbstätige erwirtschaften müssen. Um die Last der Erwerbstätigen in akzeptablen Grenzen zu halten, soll nach Ansicht der deutschen Bundesregierung die Erwerbsbeteiligung in Deutschland weiter steigen, insbesondere auch die der älteren Arbeitnehmer. In der Europäischen Union soll eine Beschäftigungsquote von 75 % der Bevölkerung im Alter von 20 bis 64 Jahren erreicht werden. Alternativ kann die Aufgabe, den Konsumstandard der Gegenwart bei einer steigenden Zahl von Empfängern von Sozialtransfers und gleichbleibender Zahl von Produzenten zu halten, dadurch erreicht werden, dass die durchschnittliche Produktivität der Erwerbstätigen, einschließlich der Älteren unter ihnen, erhöht wird.

## Defizit- und Kompetenzmodell des Alterns
Die Aktivierung und Motivierung alternder Erwerbstätiger setzt eine Abkehr von Defizitmodellen des Alterns voraus. Diese gehen davon aus, dass es bis etwa zum dritten Lebensjahrzehnt zu einer Zunahme von Fähigkeiten komme, die sich dann nach einer kurzen stabilen Phase in einen kontinuierlichen und unaufhaltsamen und unumkehrbaren Verfall der Leistungsfähigkeit umkehre und schließlich mit dem Tod ende. Der unterstellte stetige Abbau betrifft dabei sowohl die intellektuellen als auch die affektiven und die körperlichen Leistungen.
Diese Modelle wurden von der Mehrheit der Gerontologen inzwischen durch das Kompetenzmodell des Alterns ersetzt. Nach diesem müsse darauf geachtet werden, welche Kompetenzen Menschen in welchem Alter besitzen. Es treffe zu, dass sich bei zunehmendem Alter der Verlust an Muskelkraft, der körperlichen Leistungsfähigkeit, Beweglichkeit, Koordination, des Seh- und Hörvermögens, des Reaktionstempos, der Daueraufmerksamkeit, der Multitasking-Fähigkeiten, der Merkfähigkeit sowie längere Regenerationszeiten bemerkbar machten. Zu bedenken sei allerdings, dass Arbeitnehmern nur selten die Maximalkapazitäten ihrer Leistungsfähigkeit abverlangt würden. Ein Niveau von 60 Prozent werde bei vielen Tätigkeiten nicht überschritten, und bei vielen Parametern unterschritten Menschen durchschnittlich erst mit 60 Jahren 80 Prozent ihrer früheren körperlichen Leistungsfähigkeit. Außerdem würden Kompetenzverluste Gabriele Elke zufolge ausgeglichen durch Erfahrungs- und Berufswissen Älterer, ihr Urteilsvermögen und Verantwortungsbewusstsein, ihre Zuverlässigkeit, Kommunikationsfähigkeiten, Identifikation mit Organisation, Selbststeuerung sowie die Bedeutung von Wertschätzung und Respekt.
Um zu betonen, dass Arbeitskräfte, die in Zeiten hoher Arbeitslosenzahlen und einer Politik der Frühverrentung nicht weiterbeschäftigt bzw. nicht neu eingestellt worden wären, dennoch für einen Betrieb von Nutzen sein können, wird zunehmend der Begriff „leistungsgewandelt“ benutzt. Damit sind nicht nur Arbeitskräfte mit einer Behinderung gemeint, sondern alle Arbeitskräfte, an die aufgrund der ärztlichen Bescheinigung einer irreversiblen Veränderung nicht dieselben Leistungserwartungen wie an jüngere Mitarbeiter gestellt werden können.
Für das Projekt „FILM (Förderung der Integration leistungsgewandelter Mitarbeiter)“ erhielt Ford Deutschland 2004 den „Nationalen Preis für nachhaltiges Gesundheitsmanagement“. Mit dem Projekt begann Ford in Köln als erstes größeres Unternehmen in Europa 2001 im großen Stil damit, Arbeitnehmern wegen ihrer Leistungswandlung nicht zu kündigen, sondern ihnen im Betrieb Arbeitsplätze anzubieten, die ihrer Leistungswandlung Rechnung trugen.

## Maßnahmen
Die Sicherstellung der Arbeitsfähigkeit der alternden Belegschaften entscheidet über die Wettbewerbsfähigkeit der Unternehmen. Hierbei geht es im Wesentlichen um die Dimensionen Motivation, Kompetenz und Gesundheit der Arbeitnehmer.
Damit Menschen länger erwerbstätig bleiben können (sofern sie das wünschen), sind nach Auffassung des Europäischen Wirtschafts- und Sozialausschusses (EWSA) „weitreichende Maßnahmen erforderlich. Die Arbeitsbedingungen müssen auf ältere Menschen abgestimmt und die Arbeit muss flexibler gestaltet werden; es müssen entsprechende Anreize für die Arbeitgeber geschaffen und potenzielle Gefahren ermittelt und ausgeräumt werden. Entscheidende Voraussetzungen sind die Überwindung der bestehenden Vorurteile gegenüber älteren Menschen und die Wertschätzung ihres gesellschaftlichen Beitrags.“ Werner Feldes und Barbara Jentgens haben für Betriebsräte, Vertrauensleute der Gewerkschaften und Schwerbehindertenvertretungen konkrete Handlungshilfen entwickelt, die dazu beitragen sollen, dass die Arbeitsfähigkeit der Arbeitnehmer langfristig erhalten bleibt.
In Deutschland ist seit 2002 die Initiative Neue Qualität der Arbeit damit beauftragt, Konzepte für alterns- und altersgerechte Arbeitsverhältnisse auszuarbeiten und Initiativen von Betrieben bekannt zu machen und zu koordinieren. Das zentrale Entscheidungsgremium der INQA stellt ihr Steuerkreis dar; er ist paritätisch mit Vertretern der Wirtschaft und der Gewerkschaften besetzt. Auch die Bundesagentur für Arbeit, die Arbeits- und Sozialministerkonferenz und das Bundesministerium für Arbeit und Soziales, das die Initiative finanziell fördert, sind in ihm vertreten. Vier Themenbotschafter bringen fachliche Expertise und den Blick aus der Praxis in das Gremium ein. Die Themenbotschafter repräsentieren jeweils eines der strategischen Themenfelder der Initiative. Dabei handelt es sich um die Themen Personalführung, Chancengleichheit & Diversity, Gesundheit sowie Wissen & Kompetenz.

### Motivationsförderung
Bei einer repräsentativen Umfrage der Bertelsmann-Stiftung nannten 2006 die befragten Arbeitnehmer, wie die Verhältnisse in der Arbeitswelt beschaffen sein müssten, damit sie (unter der Voraussetzung, dass sie so lange arbeitsfähig sind) motiviert wären, bis mindestens zum 65. Lebensjahr erwerbstätig zu bleiben, an erster Stelle:
- 75 % Bessere Möglichkeiten zur Vereinbarung von beruflichen und privaten Verpflichtungen;
- 72 % Übernahme von Tätigkeiten, die gesundheitlich weniger belastend sind;
- 70 % Stärkere Anerkennung meiner Arbeitsleistung durch Vorgesetzte;
- 70 % Reduzierung der wöchentlichen Arbeitszeit ab einem bestimmten Lebensalter;
- 66 % Übernahme neuer herausfordernder Aufgaben im Unternehmen.[17]

### Unternehmenskultur
Voraussetzung einer alternsgerechten Unternehmenspolitik ist laut Werner Feldes „eine Unternehmenskultur, die auf eine langfristige Personalentwicklung setzt. Sie betont einen fördernden und wertschätzenden Umgang mit den Humanressourcen der ganzen Belegschaft. Sie betten das Thema des Älterwerdens in eine übergeordnete Strategie der Weiterentwicklung von Belegschaften und Belegschaftsstrukturen ein. Dazu gehören neue Leitbilder und Konzepte, mit denen die Arbeit Generationen übergreifend gestaltet werden kann. Es geht um eine integrative und ganzheitliche Einstellungs- und Unternehmenspolitik, die sich an individuellen Kompetenzen und nicht an Alterskriterien orientiert.“

### Arbeitsorganisation
„Alter“ als eigenständige und strategische Kategorie der Personalpolitik ist erst in jüngster Zeit verstärkt ins Blickfeld von Organisationen geraten. Galten Ältere in Organisationen bis vor kurzem gleichsam noch als betriebliche Manövriermasse im Rahmen von Personalabbau- und Umstrukturierungsmaßnahmen, so beginnen Unternehmen heute damit, das Altern der Mitarbeiter in ihrer Personalpolitik zu berücksichtigen. Age Management oder Age Diversity sind nur zwei Begriffe, die dieses neue Verständnis vom Altern in Organisationen widerspiegeln.
Der noch relativ junge Forschungsbereich „Age Management“ im Arbeitsfeld Personalmanagement der Betriebswirtschaftslehre befasst sich unter anderem mit den folgenden Fragestellungen:
- Wie können sich Unternehmen optimal auf die Bedürfnisse verschiedener Altersgruppen einstellen?
- Welche Rollen kommen dabei der Kultur und dem Klima in Unternehmen zu?
- Welchen Einfluss hat eine altersorientierte Unternehmensstrategie auf den Unternehmenserfolg?
- Welchen Beitrag leistet Age Management zur Gewinnung, Bindung, Entwicklung und Leistung von Mitarbeitern unterschiedlicher Altersgruppen?
- Unterscheiden sich Mitarbeiter unterschiedlicher Altersgruppen hinsichtlich ihrer Reaktion auf Age Management-Aktivitäten von Unternehmen?[20]

### Arbeitsplatzgestaltung
Um die Leistungswandlung bei Alternden auszugleichen, schlagen die österreichische Bundesarbeitskammer und der Österreichische Gewerkschaftsbund Maßnahmen vor, die die Folgen altersbedingter physiologischer Veränderungen minimieren helfen sollen, und zwar:
- der eingeschränkten Beweglichkeit der Gelenke, der verminderten Elastizität von Sehnen und Bändern;
- des Nachlassens der Körperkraft;
- der Abnahme des Sehvermögens, der verminderten Akkommodation (d. h. der Fähigkeit der Augenlinse, sich auf Nah- und Fernsicht einzustellen);
- der geringeren Hitzeverträglichkeit;
- der geringeren Kälteverträglichkeit sowie
- des erhöhten Risikos für Fallen, Stürzen und Ausrutschen.[21]

Als „alternskritisch“ bewertet Werner Feldes Gefährdungen der körperlichen Gesundheit durch spezielle physikalische Einwirkungen (Vibration, Hand- und Armschwingungen), wiederholende gleichförmige Bewegungen, Arbeiten im Sitzen, Stehen oder Gehen, Arbeiten im Hocken, Knien oder Liegen, Arbeiten mit belastenden Körperhaltungen (gebeugter oder verdrehter Rücken, über Kopf), Zwangshaltung sowie Gefährdungen durch Arbeitsumgebungsbedingungen (insbesondere unzureichende oder zu grelle Beleuchtung), aber auch psychische Beeinträchtigung durch das Fehlen von Vielseitigkeit, Ganzheitlichkeit, Handlungsspielraum,  Aufmerksamkeit, Wissen und Lernen, Information und Mitsprache, Zusammenarbeit und soziale Unterstützung sowie das Vorliegen von Regulationsbehinderungen, Überstunden/Mehrarbeit, Arbeiten außerhalb normaler Arbeitszeiten und Schichtarbeit.

### Ausgleichsmaßnahmen
Erwerbstätige verbringen in Deutschland durchschnittlich etwa 80–85 Prozent des Arbeitstages im Sitzen. Daraus resultierenden körperlichen Fehlbelastungen kann jedoch entgegengewirkt werden, etwa durch bessere Bildschirme und Bürostühle, mehr Bewegungsanreize am Arbeitsplatz sowie regelmäßiges Ausdauer- und Bewegungstraining.
Die Bundesagentur für Arbeit empfiehlt Firmen, mit ergonomisch gestalteten Arbeitsplätzen oder Angeboten an Sport- und Ernährungsprogrammen gezielt einem Kompetenzabbau vorzubeugen bzw. Abhilfe zu schaffen. Die Gelegenheit zu häufigeren kurzen Erholungszeiten entlaste Arbeitnehmer, und eine sorgfältige Einweisung an einer neu angeschafften Maschine motiviere sie.
Seit Neuestem wird darüber diskutiert, ob Exoskelette geeignet sind, die Berufsfähigkeit körperlich Arbeitender länger als bisher zu erhalten. Passive, nicht mit einem Antrieb versehene Exoskelette können sowohl ein innovatives Werkzeug als auch eine persönliche Schutzausrüstung für den Beschäftigten sein. Von Exoskeletten wird insbesondere eine Verstärkung der Körperkraft, aber auch eine Entlastung des Arm- und Schulterbereichs bei Über-Kopf-Arbeiten erwartet.

### Arbeitszeit
Hartmut Seifert kritisierte 2008, dass die Entwicklung der Arbeitszeit nicht zu dem politischen Vorhaben passe, das tatsächliche Renteneintrittsalter hinauszuschieben und möglichst nah an die gesetzliche Altersgrenze heranzuführen. Ein nicht unerheblicher Teil der Beschäftigten (28,9 Prozent) – überwiegend Männer – leiste überlange Wochenarbeitszeiten von 42 und mehr Stunden. Jeder fünfte vollzeiterwerbstätige Ältere arbeitete dem deutschen Bundesministerium für Arbeit und Soziales zufolge 2006 mehr als 48 Stunden pro Woche, aber nur jeder zehnte vollzeiterwerbstätige Jüngere (25 bis unter 35 Jahre). Dies erklärt sich auch durch den weit höheren Anteil an Führungskräften und Selbstständigen unter den Älteren. Der Grundgedanke einer alternsgerechten Arbeitszeitpolitik bestehe nach Seifert darin, das Lebensarbeitszeitvolumen bei reduzierter täglicher/wöchentlicher Arbeitszeit über eine längere Lebensspanne zu strecken.

## Kritik

### Nicht-Umsetzung der Theorie in die Praxis
Die Bundestagsfraktion Bündnis 90/Die Grünen kritisierte 2011, dass der Bundesregierung keine umfassenden Kenntnisse über die Anzahl der alterns- und altersgerecht ausgestalteten Arbeitsplätze vorlägen. Auf die Frage, welche psychischen und physischen Belastungen im Erwerbsleben problematisch seien und eine längere Lebensarbeitszeit unmöglich machten, habe die von der CDU/CSU und der FDP geführte Bundesregierung geantwortet, dass Belastungen nicht per se als negativ zu bewerten seien und dass Belastungen auch „aktivierende und entwicklungsförderliche und damit positive Effekte bewirken“ könnten. Die INQA könne mit ihrem Ziel, alterns- und altersgerechte Arbeit zu fördern, aber nur dann erfolgreich sein, wenn das Vorgehen der Akteure im Bereich Arbeitsschutz koordiniert und die Aktivitäten gebündelt würden. Es gebe „in Deutschland einen undurchschaubaren Dschungel an Projekten, Initiativen, Kampagnen und Kontaktpersonen“, wenn es um die Unterstützung bei der Ausgestaltung alterns- und altersgerechter Arbeitsbedingungen gehe. Viele Arbeitgeber seien damit überfordert. Bereits 2002 hatte Jörn Müller zu bedenken gegeben, dass sich der Ansatz der INQA aufgrund ihrer relativ hohen Ansprüche als relativ praxisfern erweisen könnte. Selbst wenn einzelne Projekte einen hohen Praxisbezug hätten, sei unklar, wie schnell und wie gut sich die entwickelten Konzepte im Alltag durchsetzten und ob sie sich im Zweifelsfall überhaupt durchsetzten.

### Widerspruch zwischen der Realität Gealterter und der Hoffnung auf bessere Verhältnisse in der Zukunft
Ernst Kistler begrüßt es, dass das Defizitmodell des Alterns inzwischen kaum noch Anhänger habe, bezweifelt aber, dass die positive Sicht der Anhänger des Kompetenzmodells die Realität treffe. Kistler zufolge wäre es „unrealistisch, davon auszugehen, dass alle Älteren noch mit 65 Jahren entsprechend den gestiegenen Anforderungen der Arbeitsnachfrageseite beschäftigungs- bzw. arbeitsfähig sind.“ Zudem hätten viele der Beschäftigten, von denen erwartet werde, dass sie länger erwerbstätig bleiben sollten, als das bis vor Kurzem noch üblich gewesen sei, unter Bedingungen gearbeitet, die auf den vorzeitigen Ausstieg aus dem Erwerbsleben angelegt gewesen seien. „[D]ie Ansprüche alters- und alternsgerechter Arbeitpolitik [weisen] zumindest kurz- und mittelfristig in entgegengesetzte Richtungen. Altersgerechte Tarifpolitik muss unter dieser Perspektive Regelungen schaffen, die durch alternsgerechte Regelungen überflüssig werden sollen. Sie muss Älteren Ansprüche sichern, die sie für Jüngere in Zukunft ausschließen will“, meint die Initiative Neue Qualität der Arbeit (INQA).

### Mangelnde Notwendigkeit für Arbeitgeber, alternsgerechte Arbeit anzubieten
Einige Kritiker bestreiten, dass Beschäftigungspraktiken, die darauf beruhen, Arbeitskräfte (auszubeuten und) schnell zu verschleißen, in Deutschland und in anderen Industrieländern langfristig verschwinden werden. Dagegen sprächen die Zunahme der Arbeitsproduktivität, aus der sich ein Sinken der Nachfrage nach Arbeitskräften und ein höheres Arbeitstempo ergeben, sowie das weltweit große Angebot an Arbeitskräften mit einer geringen Qualifikation. So ist z. B. im Hinblick auf die Fleischindustrie Peter Kossen, seinerzeit Stellvertreter des Bischöflich Münsterschen Offizials in Vechta, der Ansicht, dass es den Firmen der Branche schwerfalle, den Preis-Unterbietungswettbewerb zu Lasten ständig neu beschäftigter, schlecht bezahlter osteuropäischer Werkvertrags-Arbeitskräfte  aufzugeben. In Büroberufen nehme die Neigung zu, die Resilienz stark belasteter Arbeitnehmer zu stärken, anstatt sich zu bemühen, sie zu entlasten.
Thomas Straubhaar ist der Ansicht, dass die Neigung von Arbeitgebern, nicht benötigte bzw. nicht mehr gut verwertbare Arbeitskräfte zu entlassen, erst dann beeinträchtigt wäre, wenn Menschen die Option hätten, schlechte Arbeit abzulehnen und ein bedingungsloses Grundeinkommen in Anspruch zu nehmen. Dann erst würden „die Arbeitgeber sich anstrengen müssen, ein Umfeld zu schaffen, in dem die Arbeitnehmer etwas leisten wollen“.
Möglicherweise sei, so einige Kritiker im Jahr 2016, sogar die Annahme falsch, wonach die demografische Alterung zu einem Mangel an Fachkräften führen werde. Die Frage sei, ob die digitale Revolution in den nächsten zwei Jahrzehnten in Deutschland 18 Millionen oder „nur“ 5 Millionen Arbeitsplätze überflüssig machen werde.
Seit der Unterzeichnung des Übereinkommens über die Rechte von Menschen mit Behinderungen der Vereinten Nationen im Jahr 2009 durch Deutschland geht von dieser Konvention durch deren Art. 27 vor allem auf Politiker ein Druck aus, Menschen mit Behinderung eine Teilhabe am Arbeitsleben zu ermöglichen. Leitziel für Politik muss demnach der Inklusive Arbeitsmarkt sein, auf dem niemandem wegen persönlicher Defizite die Möglichkeit verwehrt wird zu arbeiten, d. h. im Normalfall erwerbstätig zu sein. Es gibt eine große Gruppe unter den Arbeitnehmern, die sowohl zu den Älteren als auch zu den Menschen mit einer Behinderung gehören. Traditionell gelten beide Teilgruppen bei vielen Arbeitgebern als „defizitär“. Durch eine Schwerbehinderten-Ausgleichsabgabe gibt es für Betriebe einen Anreiz, zur Vermeidung dieser Abgabe mindestens so viele Menschen mit Behinderung einzustellen, dass sie diese Abgabe nicht zahlen müssen. Auch „leistungsgewandelte“ ältere Arbeitnehmer, die bislang noch keinen Schwerbehinderten-Status haben, können in diese Regelung einbezogen werden, indem sie (was auch im Interesse ihres Betriebs liegt) erfolgreich einen Antrag auf Anerkennung eines Grades des Behinderung und auf Ausstellung eines Schwerbehindertenausweises stellen.

### Mangelnde Bereitschaft Erwerbstätiger, mit ihrer Arbeitskraft schonend umzugehen
Eine Erwerbstätigkeit bis zum 67. Lebensjahr oder sogar darüber hinaus ist mit einem Marathonlauf vergleichbar. Ein Marathonläufer muss seine Kräfte gut einteilen, damit er kurz vor dem Ziel noch über genug Energie verfügt. Tatsächlich wird in weiten Kreisen der Industriestaaten die Bereitschaft, sich für seine Arbeit zu verausgaben, eher positiv bewertet. Sie führt ebenso zu Verschleiß- und Erschöpfungszuständen wie ein insgesamt ungesunder Lebensstil (mit dem hohen Konsum von Tabakwaren, Alkohol und illegalen Drogen, ungesunder Ernährung, Bewegungsmangel sowie chronischem Schlafmangel), der oft zu den typischen Zivilisationskrankheiten führt, welche die Arbeitsfähigkeit beeinträchtigen und auch zu einem frühen Tod führen. Die Zunahme des Anteils Adipöser an der deutschen Bevölkerung lässt die These einer stetig steigenden Lebenserwartung als fragwürdig erscheinen.

### Benachteiligung Jüngerer
Noch 2005 (im Februar des Jahres gab es in Deutschland über 5 Millionen registrierte Arbeitslose) erklärte die IG Metall: „[J]e später ArbeitnehmerInnen den Betrieb verlassen, desto weniger Chancen haben jüngere Menschen am Arbeitsmarkt. Jede Verlängerung der Arbeitszeit weitet die Erwerbslosigkeit aus.“ Daraus zog die Gewerkschaft die Schlussfolgerung, dass man trotz der 2005 bereits absehbaren demografischen Probleme Bemühungen um die Aktivierung älterer Arbeitskräfte, insbesondere solcher mit gesundheitlichen Einschränkungen, nicht übertreiben sollte. Der im Zitat erwähnte Zusammenhang ist in Deutschland nicht für alle Zeiten außer Kraft gesetzt und trifft auf andere Länder in der Gegenwart noch zu. So gibt es innerhalb der Europäischen Union insbesondere im Mittelmeerraum Länder mit einer hohen Jugendarbeitslosigkeit.